# Estadísticas de la escena
La estadística de escena es una disciplina dentro del campo de la percepción. Se refiere a las regularidades estadísticas relacionadas con las escenas. Se basa en la premisa de que un sistema perceptivo está diseñado para interpretar escenas.
Los sistemas de percepción biológicos han evolucionado en respuesta a las propiedades físicas de los ambientes naturales.  Por lo tanto, las escenas naturales reciben mucha atención.
Las estadísticas de escenas naturales son útiles para definir el comportamiento de un observador ideal en una tarea natural, típicamente incorporando la teoría de detección de señales, la teoría de la información o la teoría de la estimación.
Una de las aplicaciones más exitosas de los modelos estadísticos de escenas naturales ha sido la predicción perceptiva de la imagen y la calidad de vídeo. Por ejemplo, el algoritmo de información visual de fidelidad (IVF), que se utiliza para medir el grado de distorsión de imágenes y vídeos, es utilizado ampliamente por las comunidades de procesamiento de imágenes y vídeos para evaluar la calidad perceptiva, a menudo después del procesamiento, como la compresión Puede degradar la aparición de una señal visual. La premisa es que las estadísticas de la escena cambian por distorsión, y que el sistema visual es sensible a los cambios en las estadísticas de la escena. IVF es muy utilizado en la industria de la transmisión de televisión. Otros modelos populares de calidad de imagen que usan estadísticas de escenas naturales incluyen BRISQUE (por sus siglas en inglés), y NIQE ambos no son referencia, ya que no requieren ninguna imagen de referencia para medir la calidad.

## Dentro del dominio versus todo el dominio
Geisler (2008) distingue entre cuatro tipos de dominios: (1) Entornos físicos, (2) Imágenes/escenas, (3) Respuestas neuronales y (4) Comportamiento.
Dentro del dominio de imágenes/escenas, uno puede estudiar las características de la información relacionada con la redundancia y la codificación eficiente.
Las estadísticas entre dominios determinan cómo un sistema autónomo debe hacer inferencias sobre su entorno, procesar información y controlar su comportamiento. Para estudiar estas estadísticas, es necesario tomar muestras o registrar información en múltiples dominios simultáneamente.